# Gabinetto delle stampe Angelo Davoli
Il Gabinetto delle stampe Angelo Davoli ha lo scopo di conservare, catalogare e valorizzare le incisioni e i disegni presenti in varie Collezioni e Raccolte, presenti nella Biblioteca Panizzi di Reggio Emilia.

## Descrizione e storia
Una raccolta di circa 40.000 stampe e di disegni - di epoca antica e moderna - fu donata nel 1983 alla Biblioteca Panizzi dagli eredi dello studioso e collezionista reggiano Angelo Davoli (1898–1973), cui è stato intitolato il Gabinetto, fin dall'apertura al pubblico, nel 1995.

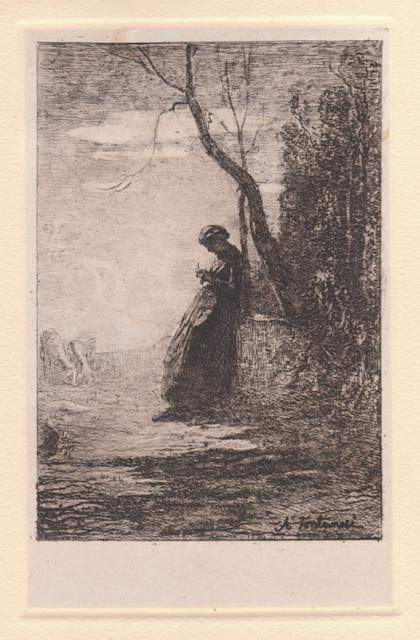
Antonio Fontanesi, Sole di primavera, acquaforte

Oltre alla Raccolta Davoli, in questo Gabinetto sono compresi vari fondi di grafica contemporanea, pregevoli libri illustrati da artisti, raccolte cartografiche, la collezione Moratti dei soldatini di carta, la raccolta Menozzi di grafica contemporanea e varie altre collezioni di stampe, di disegni, di manifesti, di fogli illustrati per cantastorie, di calendari, di sillabari figurati. Tra gli artisti più antichi, è presente in questo Gabinetto di stampe l'incisore barocco Stefano della Bella.
Tra gli artisti attivi nel Novecento sono presenti nella Raccolta Davoli il pittore e incisore Laurenzio Laurenzi, il pittore e incisore torinese Filiberto Petiti, il pittore e incisore milanese Carlo Perindani che visse lunghi anni a Capri, il pittore ceramista ed incisore Guido Colucci di area toscana, il pittore e incisore emiliano William Catellani e Renzo Biason.
Il Gabinetto svolge attività espositiva in loco ed effettua anche prestiti per mostre fuori sede, in collaborazione con Gabinetti e Raccolte di stampe e di disegni in Italia.

### I cataloghi
Il Gabinetto Davoli ha messo in rete un catalogo ricco di oltre 30.000 incisioni del fondo Angelo Davoli e circa 1.500 incisioni di artisti contemporanei, appartenenti ad altre Raccolte.
Il Catalogo di stampe Angelo Davoli - che è previsto in dieci volumi a stampa, di cui ne sono stati pubblicati nove (manca il decimo, con gli indici) - comprende le schede di tutte le incisioni collezionate dallo studioso reggino Angelo Davoli. Si tratta in massima parte di opere di artisti italiani, operanti dagli inizi del Seicento alla prima metà del Novecento. In questo Catalogo, ricco di illustrazioni a colori, le schede sono redatte secondo i criteri stabiliti nel 1984 dall'Istituto centrale per il Catalogo Unico. 

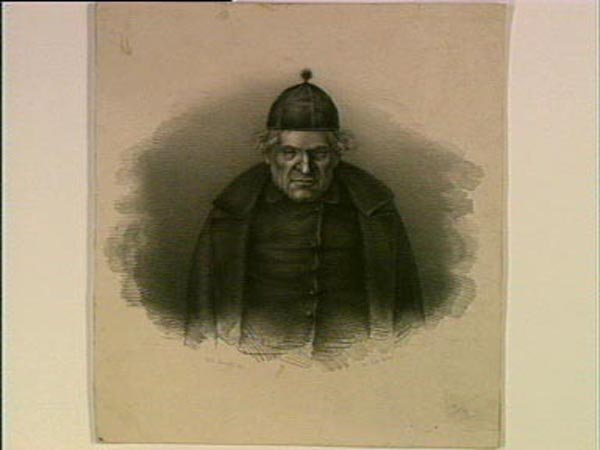
Achille Astolfi, Vecchio sacerdote, 1846, Gabinetto delle stampe Angelo Davoli